# Relations entre la Lettonie et l'Ouzbékistan

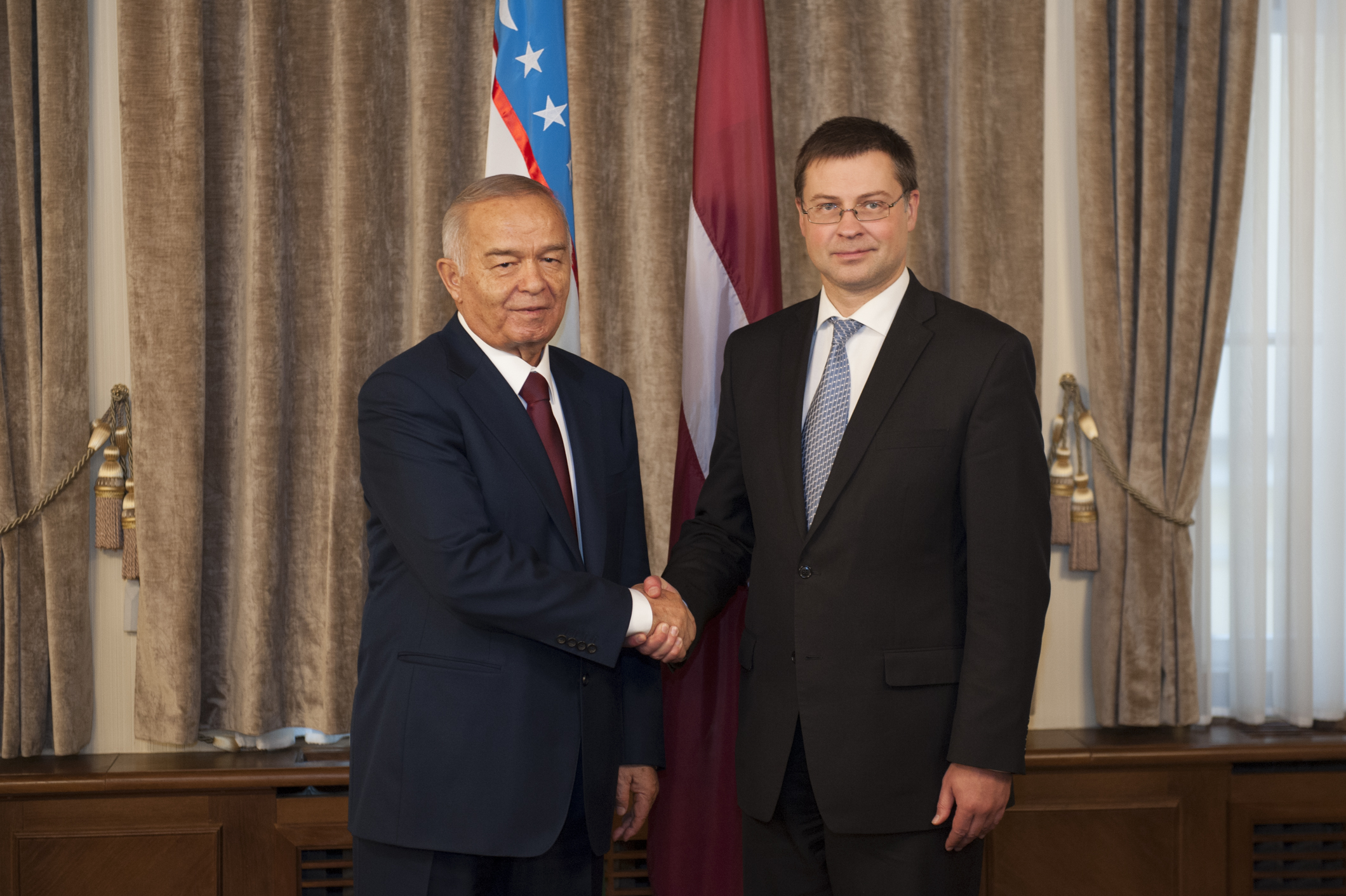
Rencontre du Président ouzbek Islam Karimov avec le Premier ministre letton Valdis Dombrovskis à Riga, le 17 octobre 2013

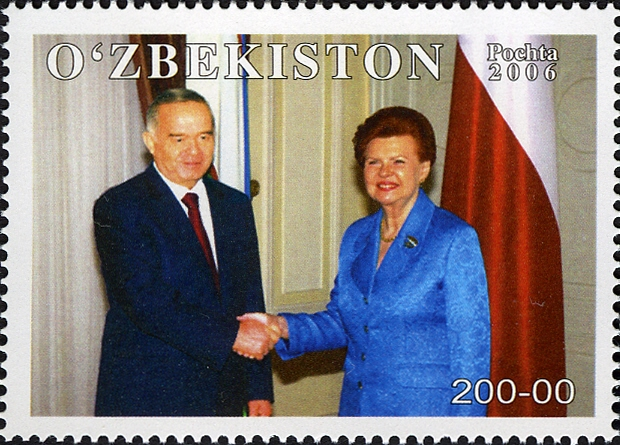
la présidente lettone Vaira Vīķe-Freiberga rencontre Islam Karimov.

Les relations entre la Lettonie et l'Ouzbékistan ont été établies le 3 novembre 1992. Les deux pays étaient des républiques socialistes soviétiques de l'URSS de 1940 à 1991. La Lettonie a une ambassade à Tachkent qui est également accréditée auprès du Tadjikistan et du Turkménistan, et dans laquelle l'Estonie délivre aussi des visas aux Ouzbeks ; et l'Ouzbékistan a une ambassade à Riga qui est également accréditée auprès de la Lituanie. Les deux pays sont membres à part entière de l'Organisation pour la sécurité et la coopération en Europe.

## Histoire
L'Ouzbékistan est l'un des principaux partenaires de coopération de la Lettonie dans la région de l'Asie centrale. Parallèlement au développement des relations bilatérales, la Lettonie, en tant qu'État membre de l'UE, soutient des relations plus étroites entre l'UE et les pays de la région d'Asie centrale, notamment par la mise en œuvre de la stratégie de l'UE pour l'Asie centrale.
La Lettonie et l'Ouzbékistan entretiennent traditionnellement de bonnes relations politiques et économiques. Le dialogue entre les pays n'a cessé d'évoluer ces dernières années et des visites de haut niveau ont lieu régulièrement.

## Rencontres au sommet

### De l'Ouzbékistan en Lettonie
- Président Islam Karimov (1995, 2004[4], 2013)

### De la Lettonie en Ouzbékistan
- Président Valdis Zatlers (2008)[5]
- Président Andris Bērziņš (2014)[6]